# Schilde
Die Schilde ist ein 40 Kilometer langer linker Nebenfluss der Schaale im Westen Mecklenburg-Vorpommerns. Die Schaale fließt über die Sude in die Elbe.

## Flusslauf

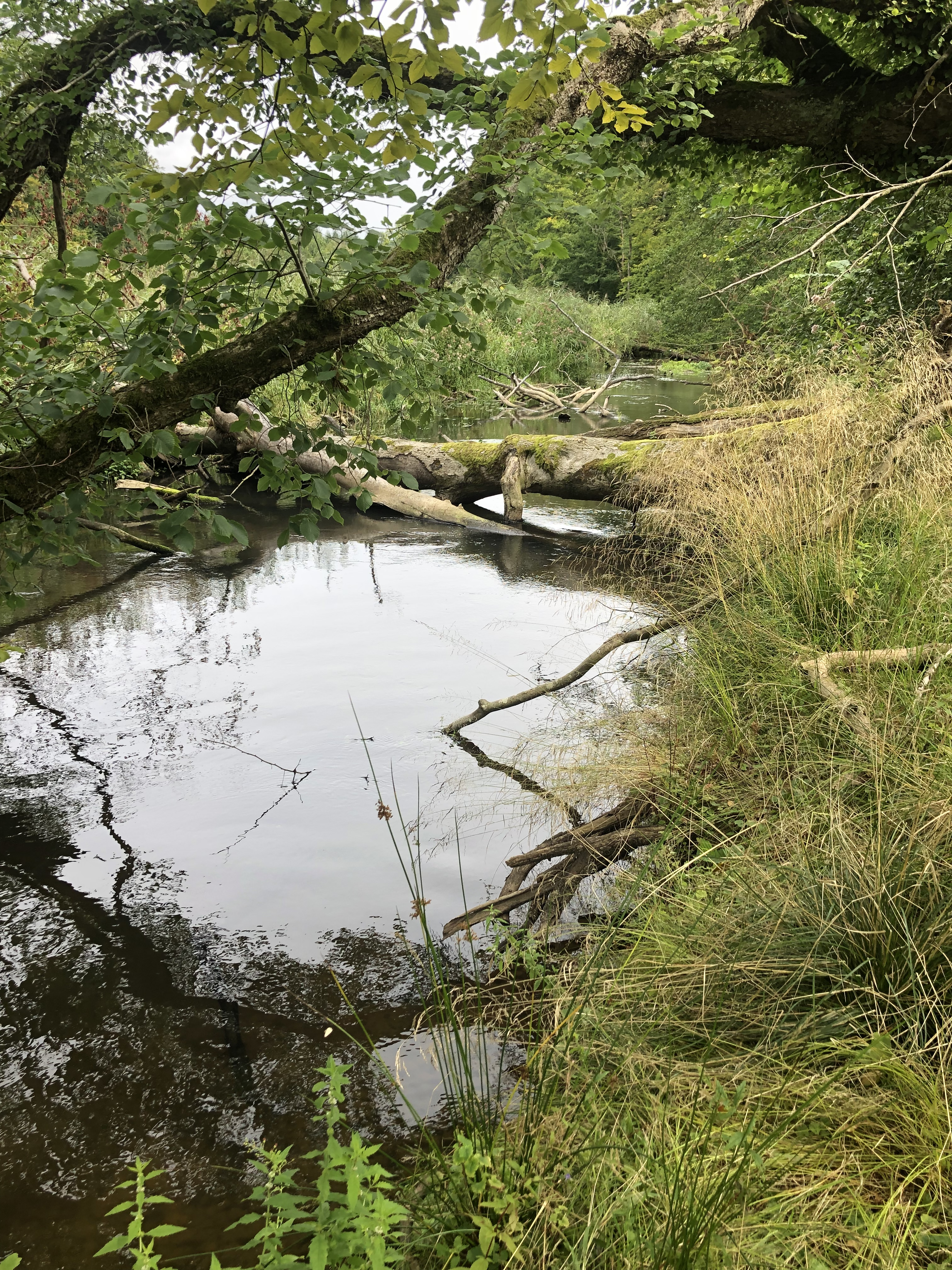
Die Schilde unmittelbar vor ihrer Mündung in die Schaale (Blick flussaufwärts).

Das Quellgebiet der Schilde befindet sich im Naturschutzgebiet Neuendorfer Moor, das zum Ortsteil Neuendorf der Gemeinde Pokrent gehört, etwa 20 Kilometer westlich von Schwerin. Sie wendet sich zunächst in südliche Richtung, durchfließt nach etwa 13 Kilometern den Woezer See im Gemeindegebiet von Wittendörp. Von hier aus fließt die Schilde in Richtung Südwesten, nimmt in Camin mit der Motel den einzigen nennenswerten Nebenfluss auf, ehe sie bei Bennin in die Schaale mündet.
Der Höhenunterschied von der Quelle bis zur Mündung beträgt etwa 43 m (von 58 m ü. NHN bis 15 m ü. NHN).
An der Schilde liegen die Gemeinden Pokrent, Lützow, Schildetal (alle Landkreis Nordwestmecklenburg) sowie Wittendörp und Vellahn im Landkreis Ludwigslust-Parchim.

## Wasserscheide
Das Quellgebiet der Schilde liegt auf der Nordsee-Ostsee-Wasserscheide: Während die Schilde über die Elbe in die Nordsee fließt, entwässert das Gebiet nördlich der Quellen über die Stepenitz und Trave in die Ostsee.